# برنار واله
برنار واله (فرانسوی: Bernard Vallet‎؛ زادهٔ ۱۸ ژانویهٔ ۱۹۵۴) دوچرخه‌سوار اهل فرانسه است.